# Friedrich Leipner (Verwaltungsbeamter)
Friedrich Gotthold Gustav Leipner (* 28. März 1896 in Döbeln; † 4. Oktober 1957 in Koblenz) war ein deutscher Verwaltungsbeamter.

## Leben
Als Sohn eines Archidiakons geboren, studierte Leipner nach einer schweren Verwundung im Ersten Weltkrieg ab 1915 Rechtswissenschaften in Leipzig. Während seines Studiums wurde er 1915 Mitglied der Burschenschaft Arminia zu Leipzig. 1920 promovierte Leipner mit der Schrift Die unbefugte Abhebung fremder Sparkassengelder. Nach seinem Examen arbeitete er als Jurist in Stollberg, später als Regierungsrat in Chemnitz, Zwickau und in Pirna. Im August 1943 wurde Leipner zum Landrat im Landkreis Pirna ernannt. Diese Funktion hatte er bis zum Kriegsende 1945 inne. In der Sowjetischen Besatzungszone wurde Leipner mit dem Vorwurf „seit 1934 SA-Sturmführer“ vom NKWD arretiert. Am 15. Januar 1946 verbrachte man ihn von Dresden ins Speziallager Nr. 1 Mühlberg. Von dort wurde Leipner am 7. Oktober 1946 zunächst in ein Lager in Frankfurt (Oder) und dann in die Sowjetunion deportiert, wo man ihn zum Kriegsgefangenen umdeklarierte. Ende 1949 wurde Leipner entlassen. 1950 ließ er sich in West-Berlin nieder. 1953 übernahm er die Leitung der Bundesstelle für Staatsangehörigkeitsangelegenheiten in Koblenz.